# 來來超級市場

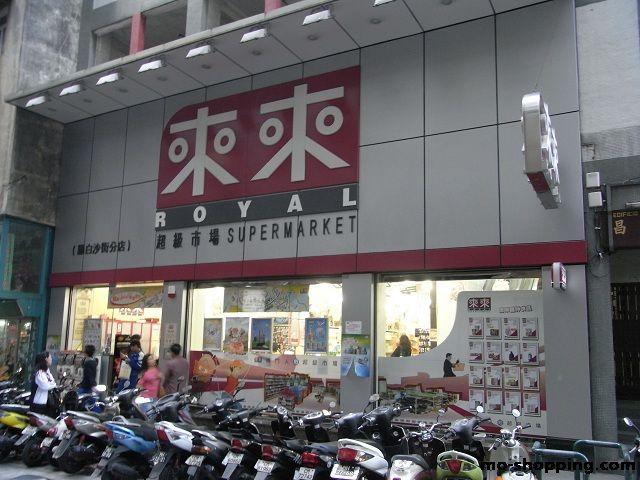
來來超級市場（羅白沙街分店）

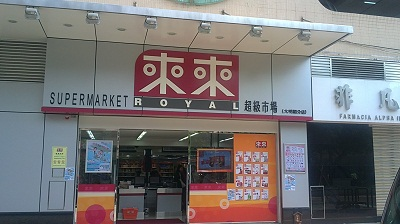
來來超級市場（大明閣分店）

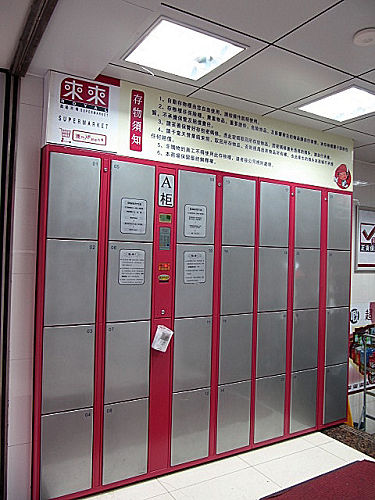
來來超級市場內的物品寄存櫃

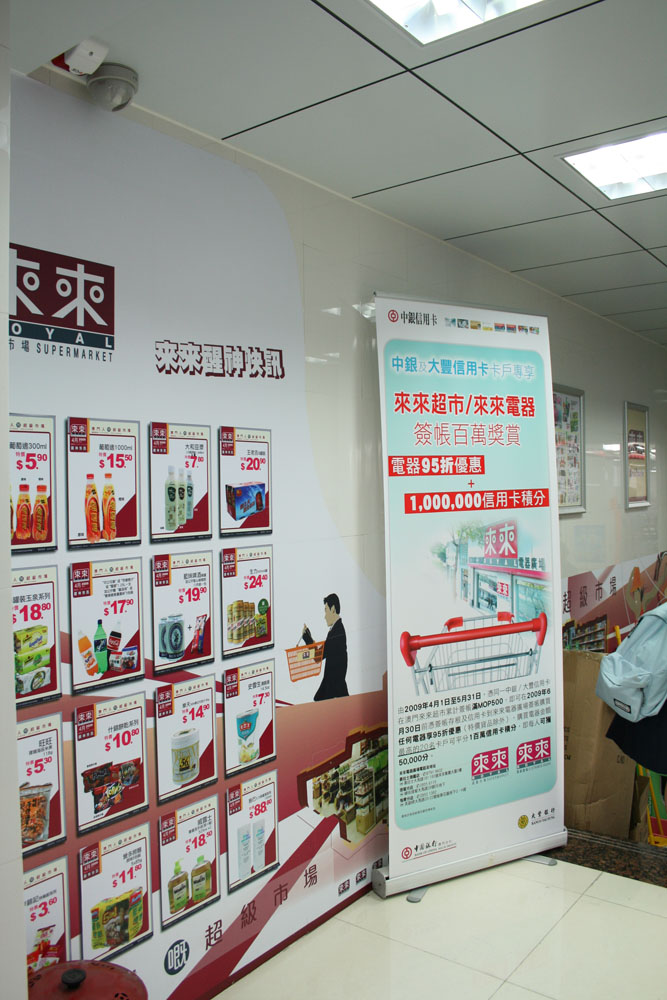
來來醒神快訊

來來超級市場（葡萄牙語：Supermercado Royal Companhia Limitada），是澳門最大型的連鎖超級市場，市佔率約為三成。來來超市從2006年起大型擴展其超級市場業務，並從2008年起拓展電器、傢俬、燈飾及藥房業務。
2010年獲頒發「澳門品牌」殊榮。2012年，來來集團市值超過澳門幣三十億元，年度營業額增長約兩成。2020年，因商品的實際最終售價存在誤導，有損消費者權益，被消費者委員會撤銷誠信店標誌。

## 沿革
來來超級市場的前身原為於1980年代開業的來來百貨商場，位於祐漢新村第一街與馬場海邊馬路之間。1997年來來開設首間超級市場，2005年開始進行一連串改革，包括重新設計公司標誌、膠袋、改革員工制度、引進先進影音電子產品等，藉以提升品牌形象及擴大消費群。2006年，該超級市場開設了當時全澳最大的超級市場，面積達50000呎，當時耗資超過二百萬澳門幣從日本購入一套自助式泊車系統。
來來集團於2013年1月開設名為「SUPREME Food Market」針對高端消費顧客群的超級市場。主要銷售環球高級的食品及材料，包括魚類、肉類、芝士、麵包、煮食調味料等等。SUPREME Food Market首間分店於25日開業。2017年6月，Supreme Food Market不再隸屬來來集團。
2004年起，來來超級市場於中國廣東省珠海市開設了4間分店，分店的標誌、員工制服的款式亦與澳門的一樣。2014年，來來集團決定退出珠海市場。
2020年，來來關聯公司啟基發展斥資四千萬元活化賈梅士商業中心，並於同年8月開業。商場改名為R Square澧薈廣場。來來超級市場及來來電器廣場亦在商場內開設分店。
2020年，由於疫情嚴重，加上排隊購物形成集結，會逾期之內開始研發『來來』品牌的APP，可提供貨物的資料資源、資訊、優惠推廣，在APP上點擊選購。

## 宣傳活動
2012年12月，來來超級市場舉辦「來來台灣美食節」，在指定分店引入銷售台灣食品，包括新鮮蔬果、急凍點心、肉製品、以至鐵蛋及「長崎蛋糕」，台北經濟文化辦事處主任羅木坤，香港台北貿易中心主任孫至誠等嘉賓均有到場主持開幕禮。
2013年1月27日，來來集團大廈舉辦「來來15載狂歡嘉年華」的活動，當日進行了「瘋狂購物15秒」及終極大抽獎。同場有表演活動及攤位遊戲，吸引市民參與。

## 相關事件

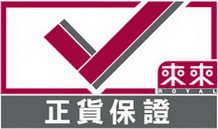
來來正貨保證標誌

自2008年起，來來超級市場劃一全線分店貨品的售價。澳門消費者委員會在2013年7月份的一次「超級市場物價普查報告」指出，抽樣調查來來超級市場的下環街分店及提督馬路分店的二百八十項商品，當中只有七款的商品是有價格差距。
自2010年9月起，來來超級市場全線分店推出限購奶粉措施，以穩定澳門區奶粉的貨源及售價，以控制中國內地顧客搶購奶粉。
在2011年日本東北地方太平洋近海地震發生後，來來超級市場表示密切關注食品安全問題，表示一旦發現有銷售受污染的產品，會隨時落架，並從其他未受污染地方進口，以確保居民的食用安全。
2012年10月，農心的辛辣麵泡麵被驗出含有致癌物質後，來來超級市場表示有關商品平日銷量甚佳，故此已向當地食品安全統籌小組了解，有必要時會按指示將商品下架。
2020年5月4日，消委會晚上發新聞局稱，在近日接獲的多宗投訴中，均與已成為「誠信店」的來來超市有關。消委會經調查，發現相關超市未能清晰標示出售商品的實際最終售價，同時亦未能確保商品價格資訊的準確及清晰，資訊存在誤導，有損消費者的權益。並被消費者委員會撤銷誠信店標誌。
2020年5月6日，來來超級市場對造成的影響向全澳市民道歉。及後在5月8日發出公告，願意設立價格監督計劃及額外優惠活動。
2024年12月下旬至2025年1月2日，網上社交媒體群組流傳多條影片指，來來超級市場旗下部分分店發現老鼠出沒。其中在2025年1月2日一段網上流傳影片顯示，清晰拍得在擬似來來超市（有留言指認屬石排灣分店）內的鮮活食品貨架上，一隻老鼠撕咬開一新鮮河粉包裝，進食得津津有味、旁若無人；短片共吸引近六萬次觀看，及後分別轉載至中國大陸社交平台。
市政署接報後於2025年1月3日前往旗下所有分店進行排查，發現部分分店店內環境衛生情況一般，企業的防控鼠患措施不足，食物處理區未有妥善安裝防鼠設施，倉貯區發現鼠患出沒跡象。基於存有食安風險，當局即時採取預防控制措施，勒令位於石排灣業興大廈地下、氹仔孫逸仙博士大馬路百利寶花園地下、俾利喇街粵華廣場地庫的三間來來超市分店即時停業整頓，銷毀場內所有鮮活食品。來來超級市場於2025年1月3日下午發出道歉聲明，表示所有分店將同步展開清潔消毒工作，承諾進一步優化管理流程及環境衛生，確保類似事件不再發生。聲明又表示，永遠重視顧客的健康和感受，指旗下超市分店也會同步進行全面清潔消毒工作，並會認真反思，以此作為教訓，不斷改進，承諾將進一步優化管理流程和環境衛生，確保類似事件不再發生，「我們將以實際行動保障顧客的購物環境安全衛生」。市政署管委會主席於2025年1月8日出席社區座談會時回覆傳媒提問時表示確認三間涉鼠患的分店已通過複查複檢後重開。

## 外部連結
- 來來超級市場網頁 （页面存档备份，存于）